# Русанов, Василий Михайлович (биатлонист)
Василий Михайлович Русанов (14 апреля 1958, Пермская область) — советский биатлонист, советский и российский тренер по биатлону. Серебряный призёр чемпионата СССР в гонке патрулей (1983). Заслуженный тренер России. Судья первой категории (2018).

## Биография
Представлял спортивное общество «Труд» и город Ульяновск.
На чемпионате СССР 1983 года завоевал серебряные медали в гонке патрулей в составе сборной общества «Труд».
В сезоне 1984/85 принимал участие в Кубке мира на этапе в Минске в составе третьей сборной СССР и занял третье место в эстафете, весь пьедестал тогда заняли советские команды. Завершил спортивную карьеру в декабре 1985 года, последним стартом были соревнования «Ижевская винтовка», где биатлонист занял 13-е место.
С 1986 года работает тренером, сначала в Димитровграде, по состоянию на 2016 год — в Ульяновске. Его воспитанники — заслуженный мастер спорта России, неоднократный чемпион мира по летнему биатлону Алексей Катренко, мастер спорта международного класса, чемпионка мира среди юниоров, победительница Универсиады Надежда Колесникова (Частина), чемпион мира среди юниоров Ярослав Костюков.
Побеждал на чемпионате мира по биатлону среди ветеранов (1998, Финляндия), гонке ветеранов в рамках чемпионата России (2008) и других ветеранских соревнованиях.

## Личная жизнь
Супруга Галина Николаевна. Хобби — охота и рыбалка.